# Boarmia serratilinea
Boarmia serratilinea är en fjärilsart som beskrevs av W. Warren 1896. Boarmia serratilinea ingår i släktet Boarmia och familjen mätare. Inga underarter finns listade i Catalogue of Life.